# نفط نفتلان
وأذربيجان بلد غني بالأتربة النادرة والموارد تحت الأرض واحتياطيات النفط والغاز.واحد منهم نفتالان النفط.أسود-بني نفتالان النفط مشهورة في جميع أنحاء العالم لخصائصه العلاجية.لسنوات عديدة، يجب أن يذهب الناس إلى منتجع نفتلان، على بعد 340 كيلومترا غرب باكو، عند سفح سلسلة موروفداغ، إلى الشفاء من شعب القوقاز.

## اكتشاف
هناك رواية بين الناس حول العثور على هذه العجائب الخارقة من الطبيعة التي يشفي الناس: وقد انتقلت قوافل الإبل المحملة بكثافة من الغرب إلى الشرق عبر أراضي أذربيجان القديمة.كما يبطئ المريض قافلة الجمل، يفتح صاحبها بالقرب من البحيرات مليئة بالبحيرة.الجمل الذي يفتح من القافلة يدخل واحدة من البحيرات القريبة.القافلة يعود مرة أخرى.عند عبور تلك المنطقة، يرى مالك القافلة الجمل التي خلفها.لبضعة أيام، يراقب المتجرون الجمل ويتعلمون لماذا يدخلون البحيرة مليئة بالزيوت الملونة عدة مرات في اليوم.التجار يأخذون النفط من البحيرة إلى جروح اليدين والقدمين ويرون لهم بسرعة الشفاء وملء مع النفط.معلومات عن نفتالان النفط، التي أصبحت أكثر شعبية على مر السنين، ويمكن الاطلاع على المسافر الشهير المسافر ماركو بولو  تتارستان العظمى  في أذربيجان في القرن الثالث عشر.وتجري مناقشة فكرة نقل نفتالان من قرية صافيكورد في «خمصة».في استكشاف القرن التاسع عشر، واستخراج ومعالجة نفثالين النفط بدأت مع الطريقة الصناعية.في هذه الفترة، ينتشر مجد شفاء نفتالان إلى العالم الغربي.في عام 1890، مهندس الجبال ييجر يستكشف خصائص الشفاء من هذا النفط ويبني مصنع صغير لإنتاج متاهات.سرعان ما تنجح شركة يغر.يرسل أمثلة من «نفتلان» استخراج للأطباء ذات الشهرة العالمية.أستاذ مشهور من مدينة مقدبور يتلقى جميع المنتجات التي ينتجها مصنعه.

## أهمية
في عام 1911، أنشأ رجل أعمال ألماني آخر، كفل، شركة مساهمة تسمى «الألمانية نفتلان» وبدأت في إنتاج مختلف المستحضرات والكريمات الجلدية والحبوب والصابون ومستحضرات التجميل وغيرها من المنتجات من نفتلان النفط.في وقت قصير شعبية من الشفاء النفط يتزايد أيضا في ألمانيا وإنجلترا وفرنسا واليابان والنمسا وبلدان أخرى.في عام 1896، يستخدم الطبيب الروسي روزنباوم بنجاح زيت النفثالين في الحروق الشديدة، والأكزيما الحادة والمزمنة، والقرحة الالتهابية، والكسور، والاختلالات، والدوخة، والروماتيزم والألم مثل النقرس، والغدد اللمفاوية.ويلاحظ أيضا أن نفتلان النفط له تأثير كبير على علاج أمراض الجهاز العضلي والعظام، أمراض الجهاز الهضمي، أمراض النساء والأوعية الدموية الطرفية.في القرن العشرين، تم تنظيم العديد من البعثات الخاصة للتحقيق في أهمية نفتلان النفط.في الأربعينيات، قام يوسف مامادالييف، مؤسس علم البتروكيماويات الأذربيجاني، بتنظيف نفتالان له من الهيدروكربونات العطرية، ويزيد من خصائص الشفاء، ويقلل من آثاره السامة وغيرها من السمات السلبية.نفتالان النفط، الذي لا يوجد لديه نظائرها في العالم، ويخلق فرصا كبيرة للسياحة الصحية في أذربيجان.نفتالان النفط هو واحد من وسائل استثنائية لعلاج الأمراض العصبية وأمراض النساء والمسالك البولية والجلد، فضلا عن الأنسجة اللينة غير المشتركة المرتبطة بأمراض الكبد، والمفاصل، والدعم.تمت إزالتها من مصادر تقع في نفتلان.هناك متحف في نفتلان هو الوحيد في العالم.متحف إيساو. وتظهر المعروضات من هذا المتحف الأشجار الخشبية. تم شفاء المرضى لأنهم لم يحتاجوا إليها بعد ذلك، ولذلك تركوا الأشجار في نفتلان. ويعمل المتحف منذ عام 1978.